# جائزة بنك الإسكان الكبرى
جائزة بنك الإسكان الكبرى (بالفرنسية: Grand Prix de la Banque de l'Habitat)‏ هو سباق الدراجات على الطريق نظم في 2008 فقط. دارت أحداثه في تونس، وذلك تحت رعاية بنك الإسكان وكانت جزأ من طواف أفريقيا للدراجات في فئة 1.2. تم إلغاء دورة 2009، ولم تقام منذ ذلك التاريخ.

## النتائج
| التاريخ      | الفائز        | الثاني       | الثالث        |
| ------------ | ------------- | ------------ | ------------- |
| 8 أبريل 2008 | عز الدين اجاب | أيمن البريني | كريم الجندوبي |

## روابط خارجية
- نتائج جائزة بنك الإسكان الكبرى على موقع siteducyclisme.net.
- نتائج جائزة بنك الإسكان الكبرى على موقع cqranking.com.